# Острів Декабристів
Голодай (з 1926 р. — Острів Декабристів) — острів у дельті Неви. Належить до Василеострівського району Санкт-Петербурга.
На півдні відокремлений від Василівського острова річкою Смоленкою, на заході омивається водами Фінської затоки, на півночі — Малою Невою.
У північно-східній частині острів з'єднаний мостом з невеликим Північним островом.
Острів знаменитий тим, що за деякими даними тут поховані тіла страчених у липні 1826 року керівників повстання декабристів (Кіндрата Рилєєва, Павла Пестеля, Петра Каховського, Михайла Бестужева-Рюміна, Сергія Муравйова-Апостола)[джерело?]. На острові споруджено пам'ятник декабристам — гранітний обеліск (закладений у липні 1926 року).